# Théotokarion
Le théotokarion (grec ancien : Θεοτοκάριον, en russe : Bогородичен : Bogorodičen, en latin : Theotocium) est un livre liturgique des Églises d'Orient, qu'il s'agisse des Églises orthodoxes ou des Églises catholiques de rite byzantin, contenant cinquante-six canons en huit séries de sept, pour chaque jour de la semaine, en l'honneur de la Théotokos (Mère de Dieu). Le théotokarion est donc un recueil de théotokions.
Il existe de nombreux recueils de ce type qui tous contiennent des hymnes à la Mère de Dieu, mais qui diffèrent par leur organisation et leur contenu précis, ainsi que par la date – depuis le Moyen Âge jusqu'à l'époque contemporaine – et le lieu de leur composition. Il en existe notamment en grec et en slavon d'église. On peut se rendre compte de l'organisation et du contenu d'un théotokarion en grec en consultant celui qui a été composé par Nicodème l'Hagiorite (1749-1809), moine du mont Athos, et publié à Constantinople en 1849. 

## Liste
- Théotokarion de Nectaire d'Égine ;
- Théotokarion of Nicodème ;
- Théotokarion of Nicodème (1849) ;
- Noul Théotokarion ;
- Théotokarion Bodléen ;
- Théotokarion hōraiotaton kai charmosynon (1688) ;
- Théotokarion d'Eustratiades ;
- Thétokarion en slavon d'Église, XVe et XVIIe siècles d'Hilandar[2] ;
- Thétokarion en slavon d'Église, XVIe siècle au Kosovo ;
- Théotokarion du monastère de Dobrilovina, 1602[3].